# Robert Stephenson
Robert Stephenson (Willington Quay, 16 oktober 1803 - Londen, 12 oktober 1859) was een Engelse civiel ingenieur, en de enige zoon van George Stephenson, de uitvinder van de eerste praktisch toepasbare stoomlocomotief. Hij is bekend geworden als de ontwerper van verschillende bruggen en tunnels, waaronder de Kilsby Tunnel, Britannia Bridge, en Conwy Railway Bridge. Van 1847 tot aan zijn dood in 1859 was hij tevens parlementslid voor de Conservative Party.

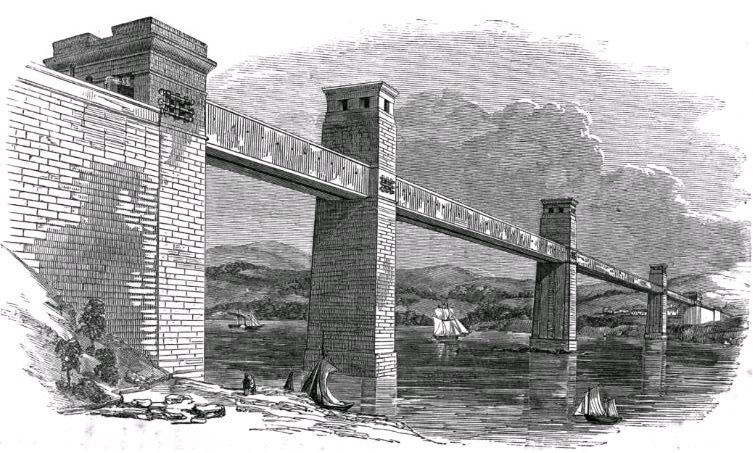
Brittania Bridge